# 單層巴士

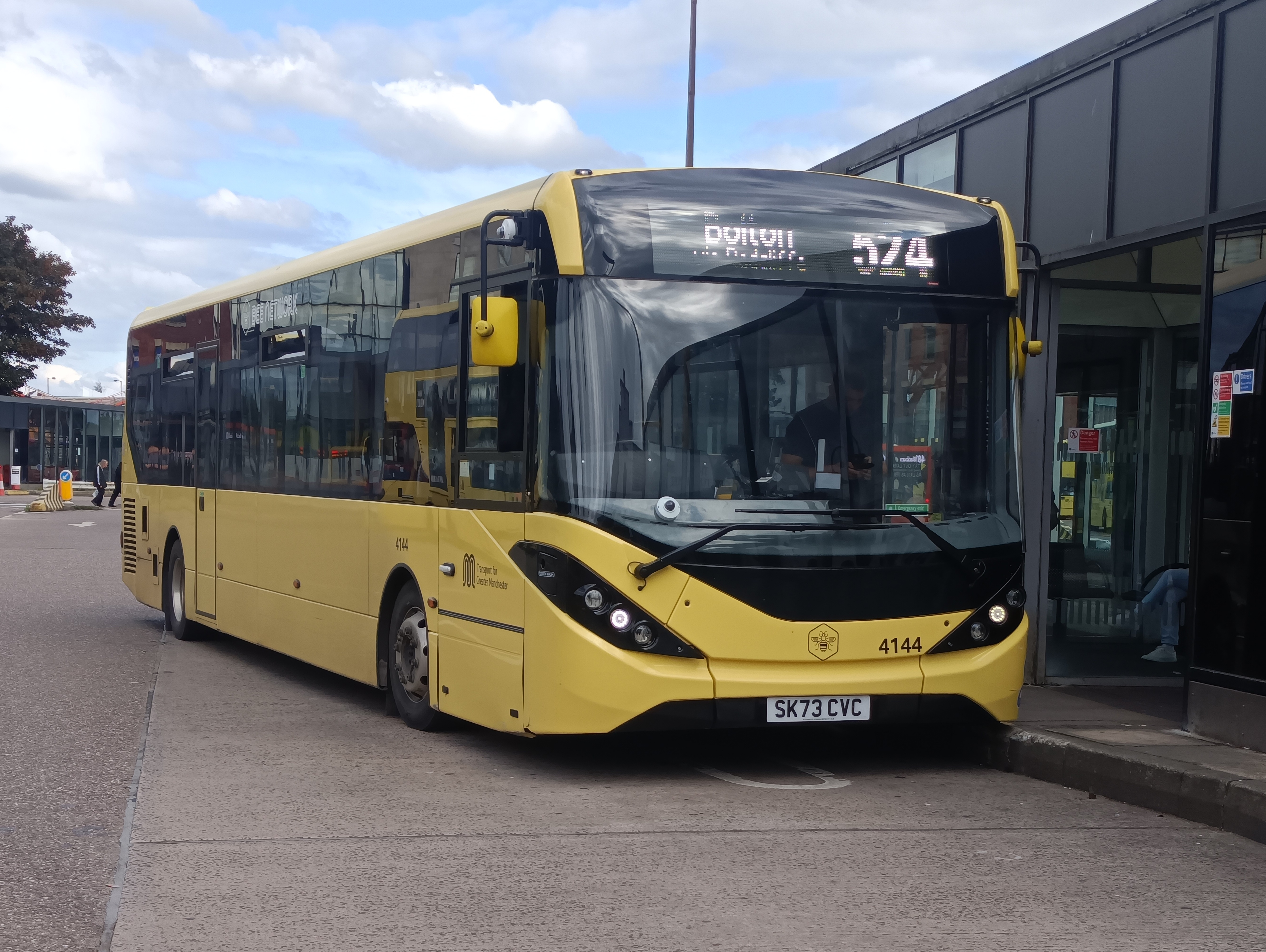
英國曼徹斯特的單層巴士

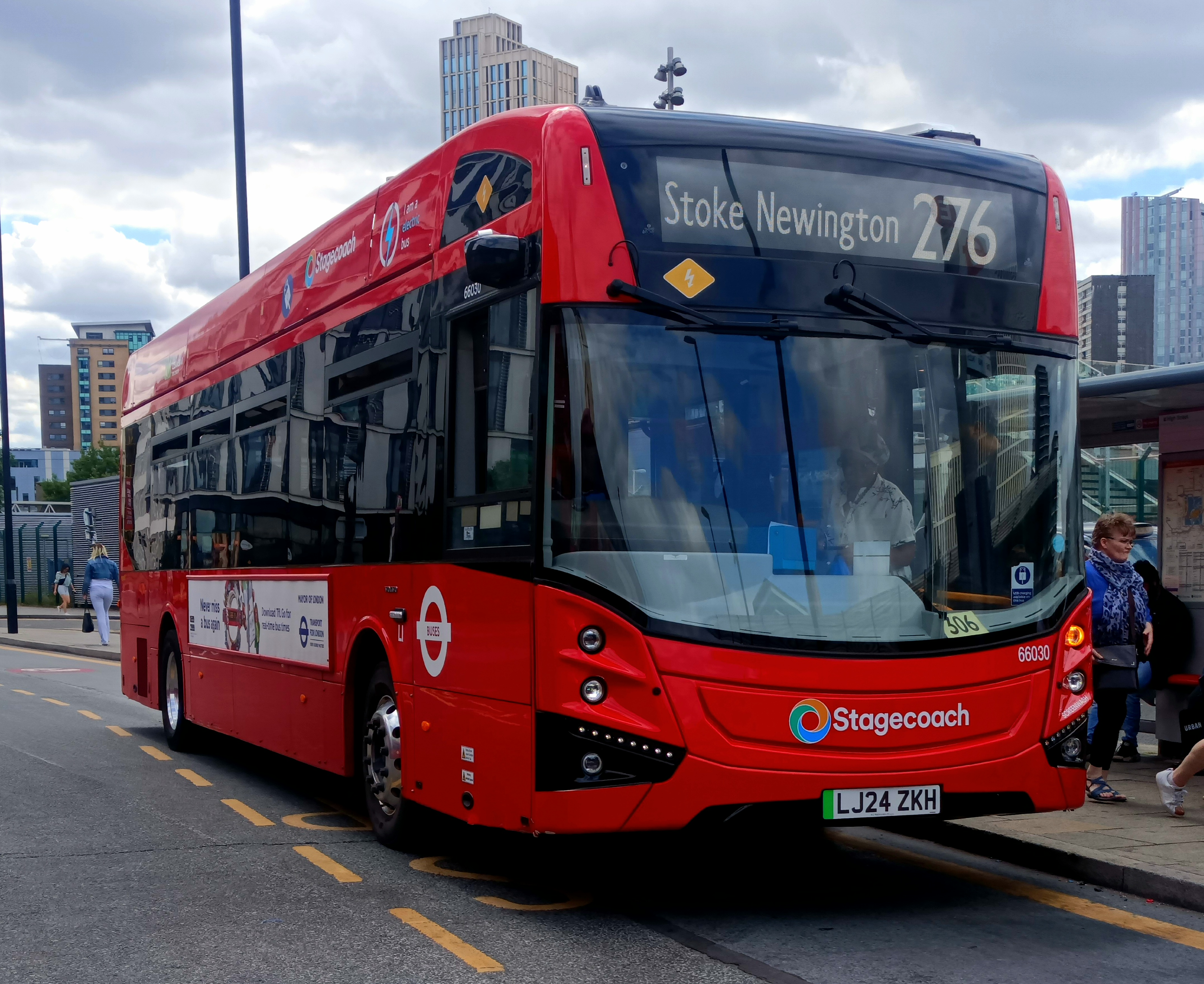
英國倫敦的單層巴士

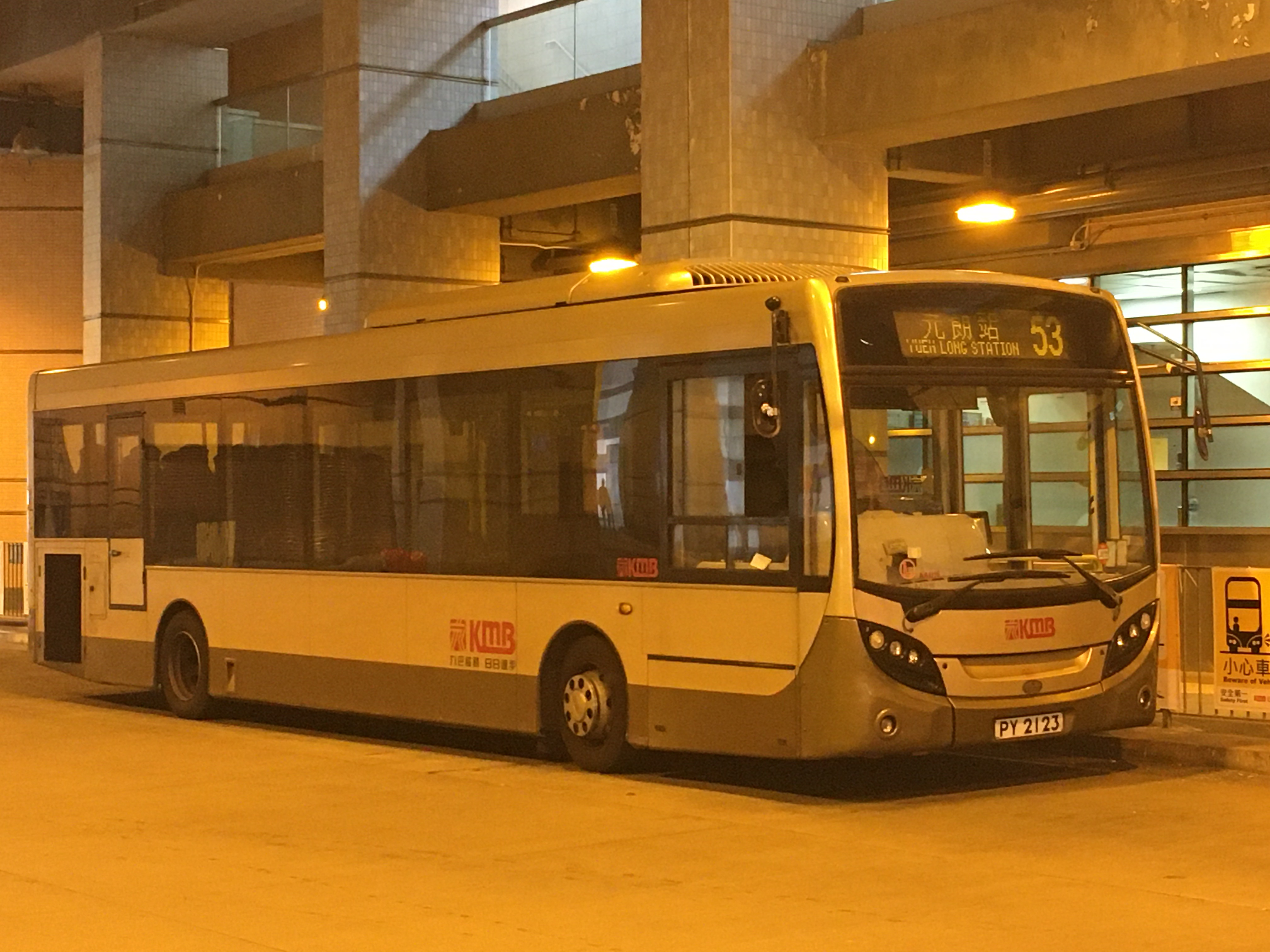
香港九巴的單層巴士

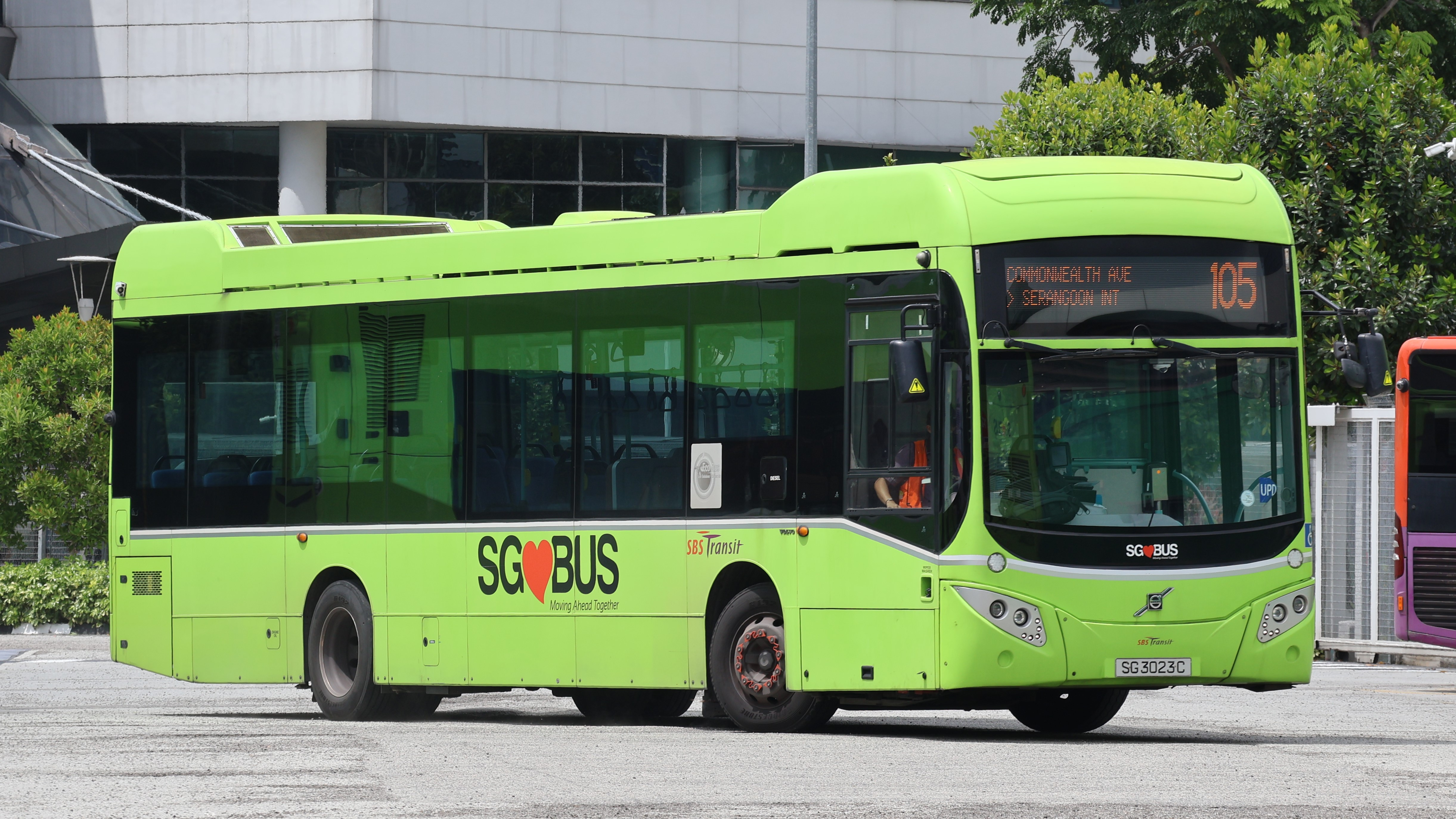
新加坡SBS Transit的單層巴士

單層巴士（Single-decker bus），是指只有一層的公共汽車，一般來說它的對應是双层公共汽车。單層巴士載客量雖然不及双层公共汽车，但是車價及營運成本較低，在世界比較普遍。在世界歷史上，單層巴士比雙層較早出現。
單層巴士的重心比雙層巴士低，因此在廣泛使用雙層巴士的地方（例如香港），所以常常會調派往行走一些山區和斜坡路線，單層巴士的翻車意外數字亦比雙層巴士少。不過新型號的單層巴士需要通過的傾斜測試亦比雙層巴士嚴格。